# Asuny
Asuny (deutsch Assaunen) ist ein Dorf im Powiat Kętrzyński (Rastenburger Kreis) in der  polnischen Woiwodschaft Ermland-Masuren. Der Ort, der zur Gmina Barciany (Landgemeinde Barten) gehört, befindet sich nur etwa einen Kilometer von der Grenze zur russischen Oblast Kaliningrad entfernt.

## Geographische Lage
Das Dorf liegt in der historischen Region Ostpreußen, an der Omet, einem Flüsschen, etwa sieben Kilometer südöstlich der Stadt Schelesnodoroschny  (Gerdauen).

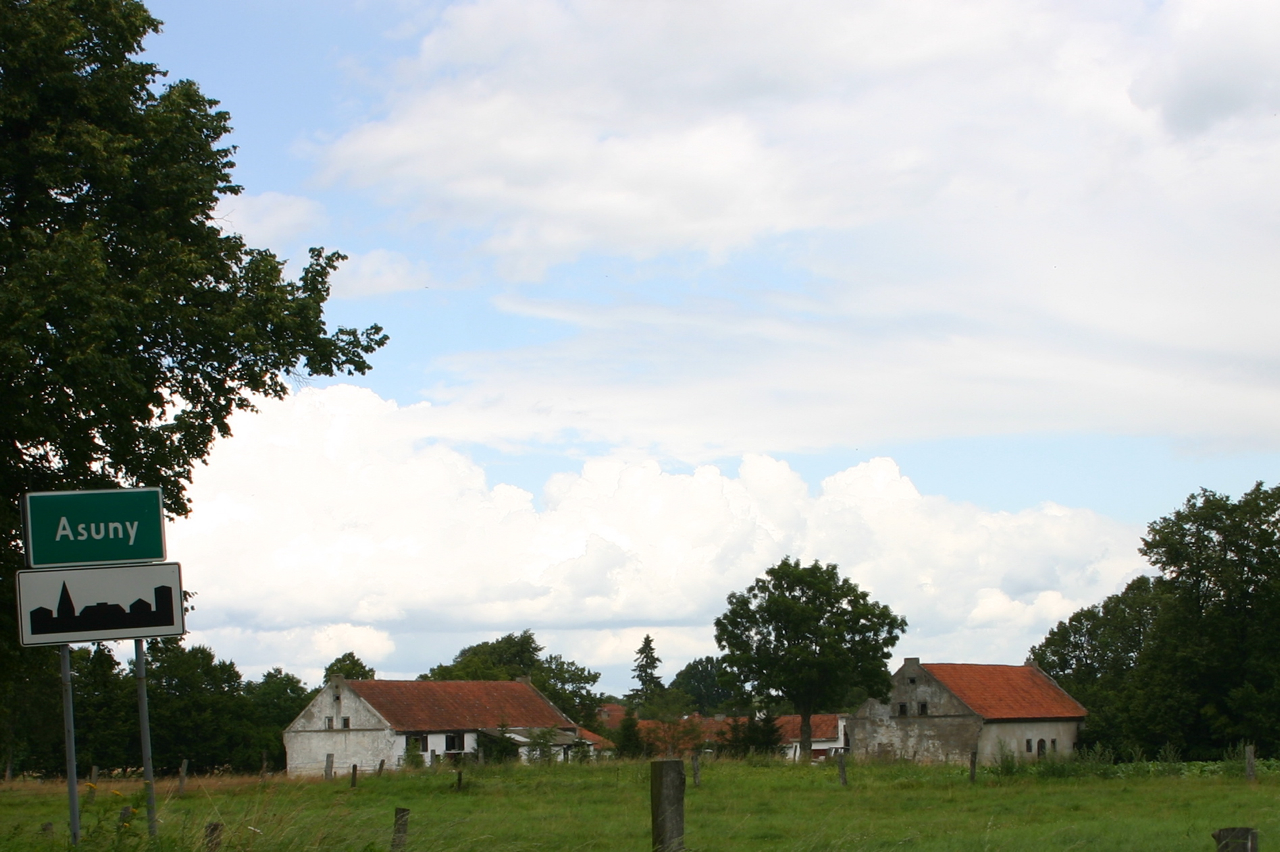
Ortseinfahrt

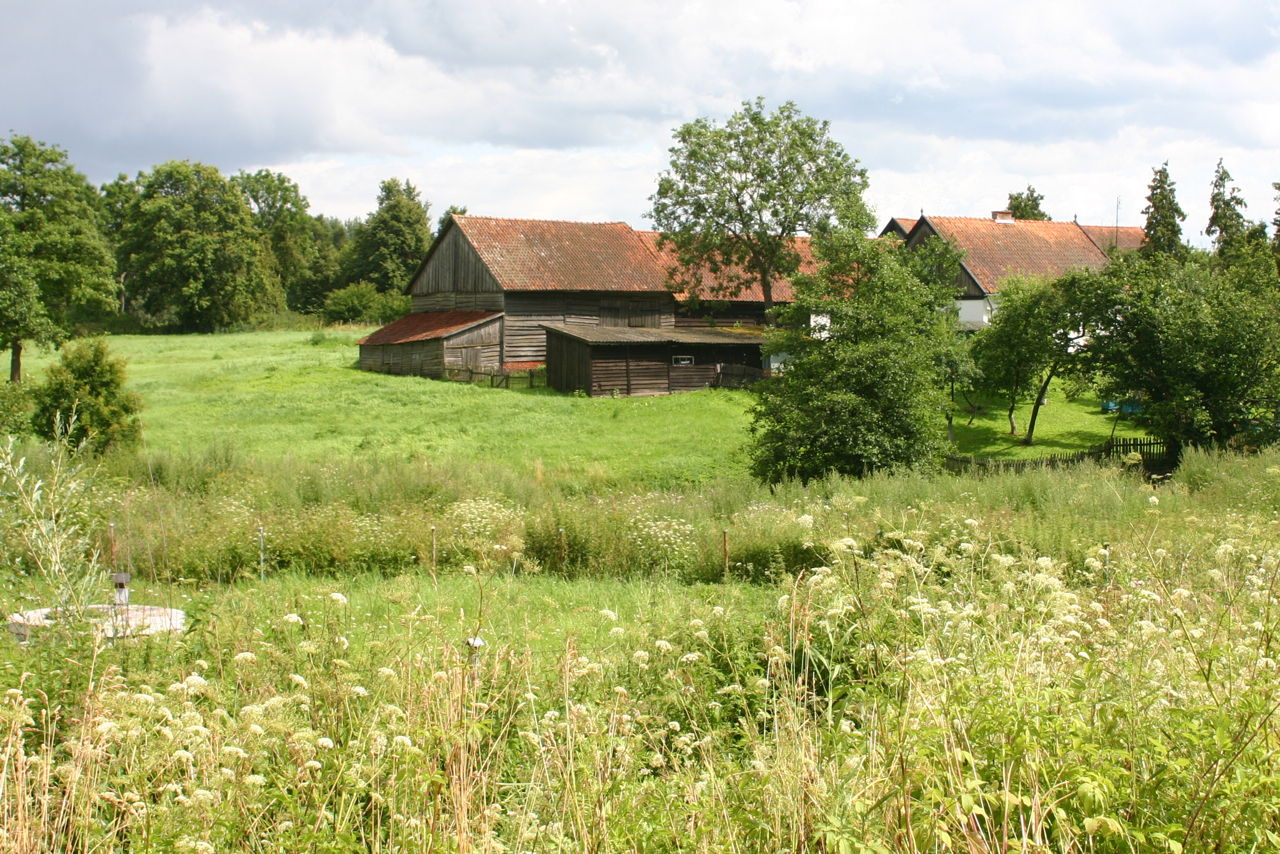
Ortsansicht

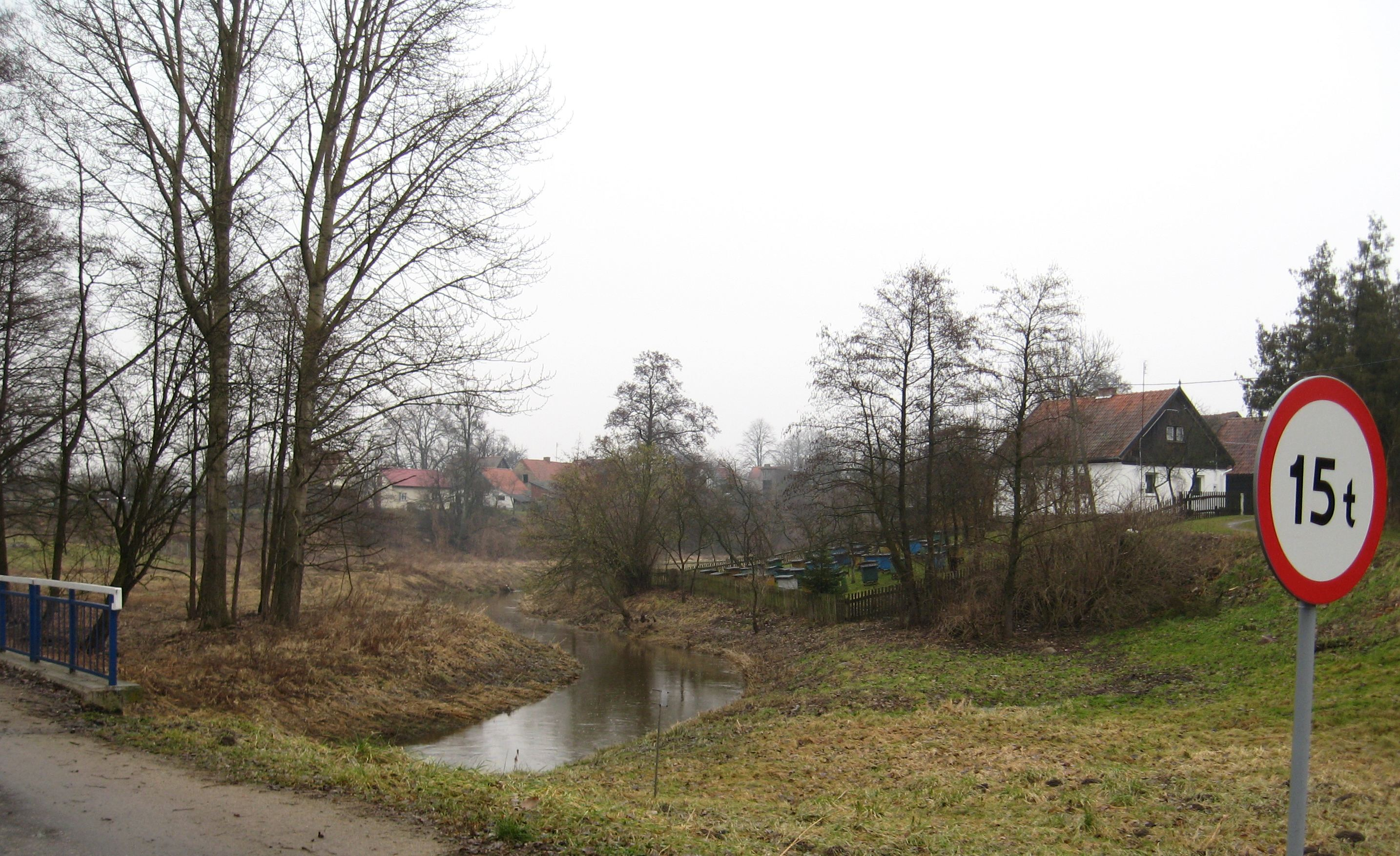
Die Omet in der Gemarkung des Dorfs

## Geschichte
Der Name des Dorfes ist möglicherweise abgeleitet von aza für Esche bzw. azi für Feldrain.
Am 10. Oktober 1352 erhielt der prußisch-sudauische Ritter Luprecht Sudowen von Winrich von Kniprode 70 Hufen Ackerfläche Assune. Die Formulierungen in der Urkunde deuten darauf hin, dass hier bereits eine bewohnte Siedlung bestand. Die Fläche war von der Zahlung des Zehnts befreit und der Ritter durfte selbst Gericht halten, vorbehaltlich der besonderen Interessen des Deutschen Ordens. Luprecht Sadowen war zu berittenem Militärdienst verpflichtet. Der Vertrag über die Überlassung des Gebietes sah vor, dass vier Nachfolgegenerationen Luprechts das Gebiet besitzen sollten, bevor es wieder an den Orden fallen sollte. Da der Sohn Luprechts jedoch keinen männlichen Nachfolger hatte, fiel das Gebiet schon nach dessen Tod im Jahr 1366 wieder an den Orden. Möglicherweise sind die Nachkommen Luprechts aber bei den Kriegszügen des Großfürsten Kynstutte (Kejstut) umgekommen. Der Ordensmarschall Engelhard Rabe erteilte 1390 Jakob und Reynke Berlin sowie Hensel Endeken Handfeste für den Ort, der jetzt Assun genannt wurde und eine Fläche von 80 Hufen umfasste. 1406 wurde im Ort eine Pfarrkirche errichtet.
1481 war Jakub de Coszmi aus der Diözese Płock in Asuny. Das erste Gasthaus eröffnete 1506.
Mitte des 16. Jahrhunderts gehörten zu Assaunen 85 Hufen Land, wovon ein Teil wüst war. Die ersten Polen lebten ab 1676 in dem Ort. 1710 wütete die Pest in Asuny. Der Juli des Jahres war vermutlich der Höhepunkt der Seuche und kostete 109 Einwohnern das Leben.
1707 wurde das Vorwerk Ernsthof angelegt, vermutlich benannt nach dem damaligen Lehnsherrn Graf Ernst Sigismund. 1710 wurden 91 Hufen, 36 Morgen und 17 Ruten im Steuerkataster festgestellt.
1800 erhielt die Wassermühle den Namen Louisenwerth; errichtet worden war sie bereits im 15. Jahrhundert. Am 17. Januar 1818 verursachte ein Orkan Schäden in Höhe von fast 400 Talern, einer für die damaligen Zeit sehr hohen Summe.
Im Jahre 1874 wurde Assaunen dem neu errichteten Amtsbezirk Korklack zugeordnet, der zum Kreis Gerdauen im Regierungsbezirk Königsberg in der preußischen Provinz Ostpreußen im Deutschen Reich gehörte.
Im Ersten Weltkrieg wurde der Ort schwer zerstört, Assaunen galt als die am stärksten zerstörte Landgemeinde im Kreis Gerdauen. Der Wiederaufbau erfolgte ab 1916.
Am 1. April 1927 hatte der Gutsbezirk Heiligenstein eine Flächengröße von  728 ha, 65 ar und 95 m², und am 16. Juni 1925 hatte der Gutsbezirk 182 Einwohner.  Am 30. September 1928 wurden der Gutsbezirk Heiligenstein  und die Exklave Henriettenfeld  nach Assaunen eingemeindet, und am 6. März 1932 erfolgte die Umbenennung des Amtsbezirks Korklack in „Amtsbezirk Assaunen“.

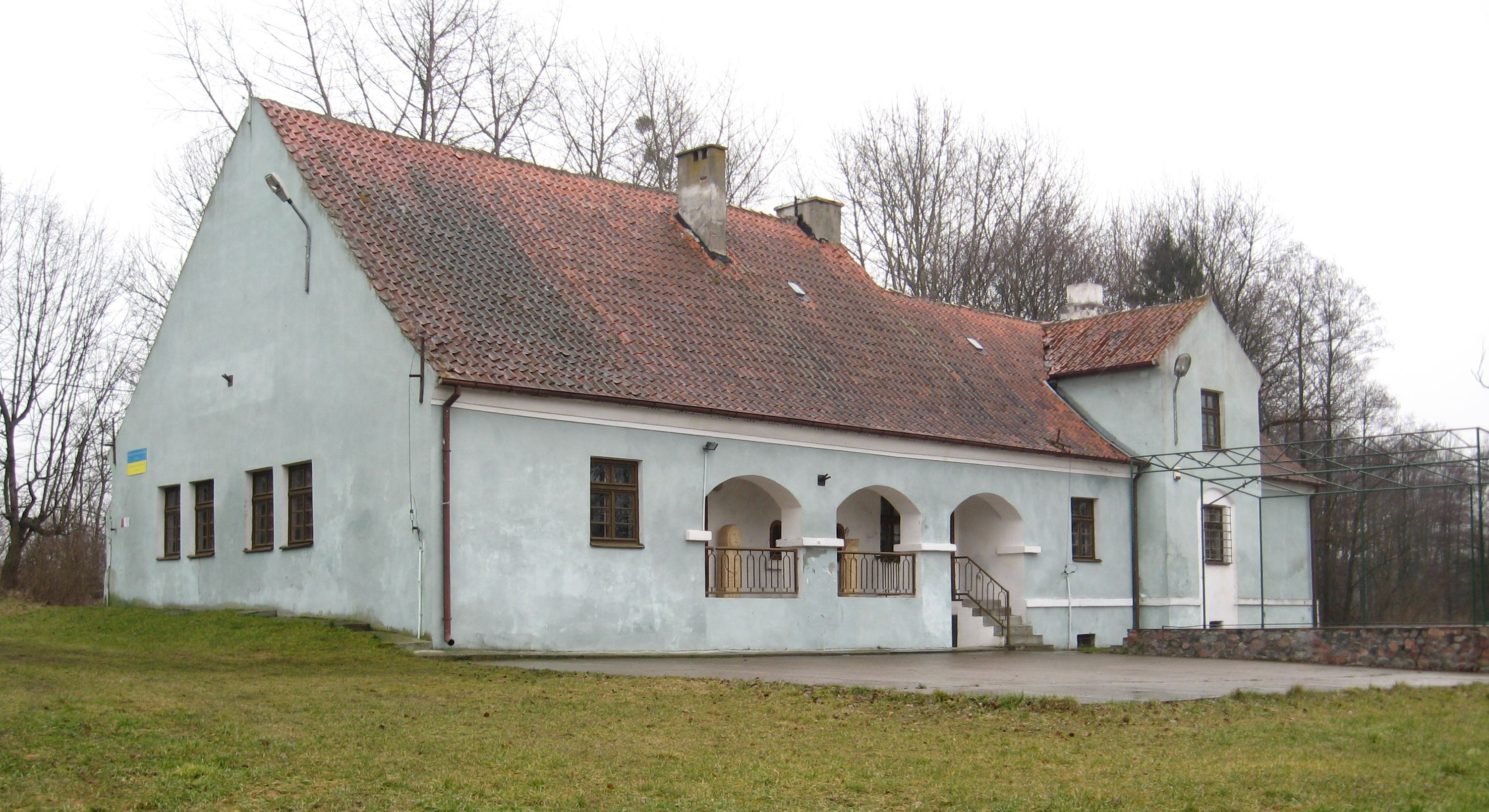
Ukrainisches Kulturzentrum in Asuny

Gegen Ende des Zweiten Weltkrieges wurde die Region im Frühjahr 1945 von der Roten Armee besetzt. Anschließend wurde Assaunen zusammen mit der südlichen Hälfte Ostpreußens von der Sowjetunion der Volksrepublik Polen zur Verwaltung überlassen. Die ansässige deutsche Bevölkerung wurde, soweit sie nicht geflüchtet war, nach 1945 von der polnischen Administration vertrieben. Es wurden Neubürger aus Polen sowie aus der Ukraine angesiedelt.
1970 gab es in dem Ort eine achtklassige Schule und einen Kindergarten, der von 16 Kindern besucht wurde.

## Einwohnerzahlen
1785 gab es in dem Ort 34 Gebäude und in der Nähe ein Vorwerk und eine Wassermühle. 1910 gab es 22 Wohn- und 34 Wirtschaftshäuser und insgesamt lebten hier 152 Menschen. 1925 hatte sich die Einwohnerzahl bereits auf 574 erhöht, die Anzahl der Wohnhäuser betrug 42 und es gab 110 Wirtschaftsgebäude. Bis 1933 verringerte sich die Zahl der Einwohner auf 485, am 17. Mai 1939 wurden 493 Bewohner gezählt.
1970 lebten nur noch 122 Einwohner in dem Dorf. Bis 2010 sank die Einwohnerzahl weiter auf 82.

## Verkehr
Verbindung an das Straßennetz besteht über eine Nebenstraße, die ursprünglich Aptynty (Aftinten) an der Woiwodschaftsstraße 591 (einstige deutsche Reichsstraße 141) mit Swerewo (Wandlacken) Fernstraße A 196 (frühere Reichsstraße 131) verband, jetzt aber durch die Staatsgrenze durchschnitten wird. Sie führt heute weiter bis nach Wilczyny (Wolfshagen) in der Gmina Srokowo (Drengfurth).
Bis 1945 bestand  Bahnanschluss über die Bahnstation Wandlacken (heute russisch Swerewo) an der Bahnstrecke Königsberg–Angerburg.

## Amtsbezirk Assaunen (1932–1945)
Am 6. März 1932 wurde der seit 1874 im Kreis Gerdauen bestehende Amtsbezirk Korklack (polnisch Kurkławki) in „Amtsbezirk Assaunen“ umbenannt, da der Gutsbezirk Korklack nicht mehr als eigenständige Gemeinde existierte. Den Amtsbezirk Assaunen bestand noch bis 1945, aber lediglich aus einer Gemeinde: der Landgemeinde Assaunen.

## Kirche

### Kirchengebäude

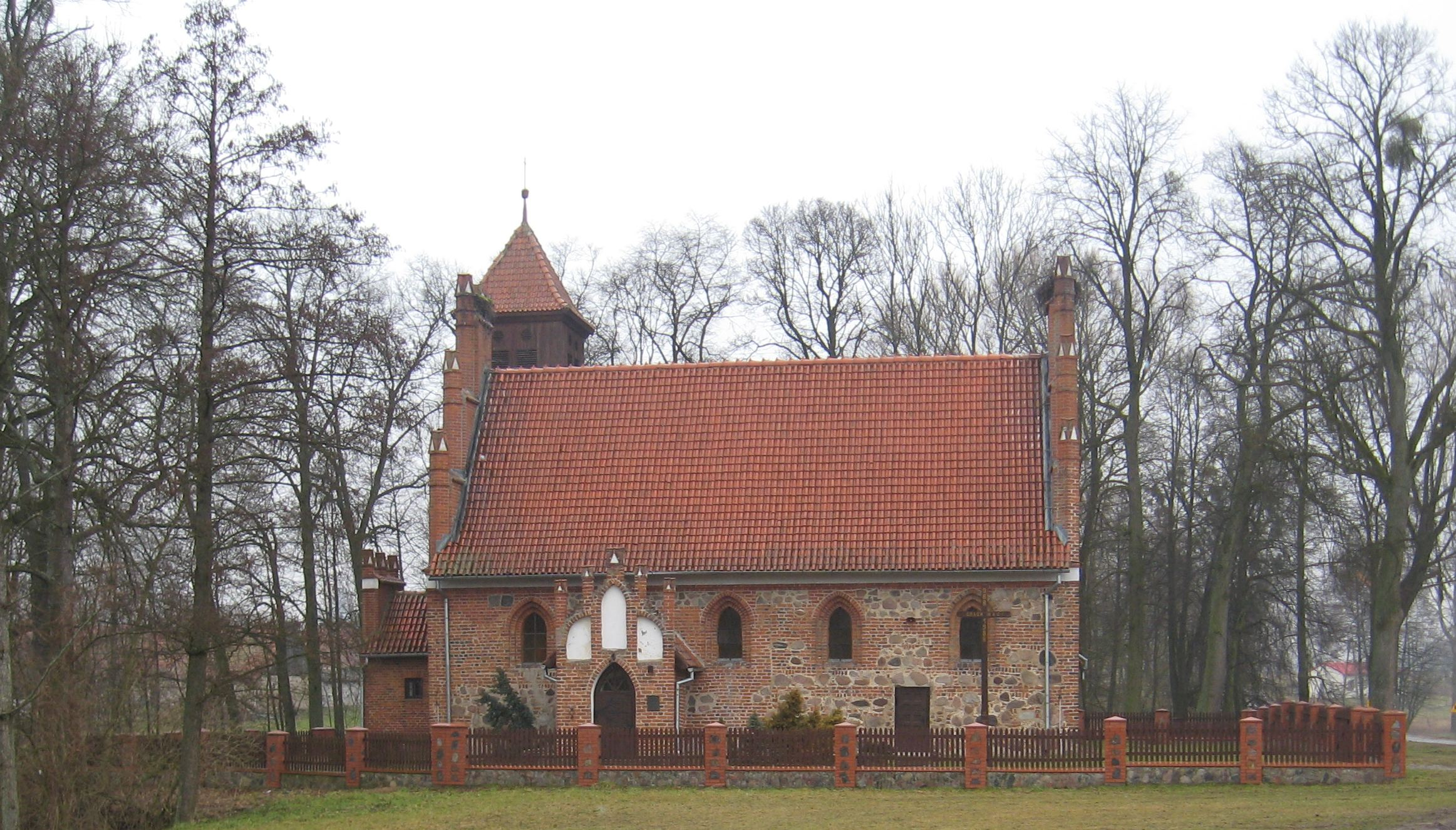
Kirche in Asuny

Die Kirche in Asuny ist bereits in einer Urkunde von 1406 erwähnt worden. Sie wurde aus roten Backsteinen und mittelgroßen Feldsteinen erbaut. Der Turm wurde in Stein-Holz-Bauweise errichtet. Nach einem Brand wurde die Kirche 1914 wieder aufgebaut.
Von 1525 bis 1945 war die Kirche in Assaunen ein lutherisches Gotteshaus, danach übernahm es die Römisch-katholische Kirche, und seit 1958 ist es Eigentum der Ukrainischen griechisch-katholischen Kirche.

### Kirchengemeinde
Bis 1945  war die überwiegende Mehrheit der Einwohner von Assaunen evangelischer Konfession. Bereits vor der Reformation war das Gotteshaus Pfarrkirche, die dann zunächst zur Inspektion Wehlau (heute russisch: Snamensk), danach zum Kirchenkreis Gerdauen (russisch Schelesnodoroschny) in der Kirchenprovinz Ostpreußen der Evangelischen Kirche der Altpreußischen Union gehörte. Zuletzt zählte das Kirchspiel Assaunen, dessen Gebiet heute von der polnisch-russischen Staatsgrenze geteilt wird, etwa 2800 Gemeindeglieder.
Heute in Asuny lebende evangelische Kirchenglieder gehören zur Kirchengemeinde in Barciany (Barten) der Pfarrgemeinde Kętrzyn (Rastenburg) innerhalb der Diözese Masuren der Evangelisch-Augsburgischen Kirche in Polen.
Die römisch-katholischen Einwohner sind der Pfarrgemeinde in Mołtajny (Molthainen) im Dekanat Kętrzyn II/Nordost im Bistum Ermland in der Katholischen Kirche in Polen zugeordnet.